# Beneško slikarstvo
Beneško slikarstvo je bilo glavna sila v italijanskem renesančnem slikarstvu in širše. Začenši z delom Giovannija Bellinija (ok. 1430–1516) in njegovega brata Gentila Bellinija (ok. 1429–1507) in njunih delavnic, so bili glavni umetniki beneške šole Giorgione (ok. 1477–1510), Tizian (ok. 1489–1576), Tintoretto (1518–1594), Paolo Veronese (1528–1588) in Jacopo Bassano (1510–1592) ter njegovi sinovi. Velja, da daje prednost barvi nad linijo, tradicija beneške šole v nasprotju z manierizmom v preostali Italiji. Beneški slog je imel velik vpliv na poznejši razvoj zahodnega slikarstva.
Po naključju se glavne faze beneškega slikarstva precej lepo prilegajo stoletjem. Slavi 16. stoletja je sledil velik propad v 17., nepričakovan preporod pa v 18. stoletju , ko so beneški slikarji uživali velik uspeh po Evropi, saj se je baročno slikarstvo obrnilo na rokoko. To se je v celoti končalo z izumrtjem Beneške republike leta 1797 in od takrat, čeprav veliko slikajo drugi, Benetke niso imele nadaljevanja sloga ali tradicije.
Čeprav se je dolgi upad politične in gospodarske moči Republike začel pred letom 1500, so Benetke do tedaj ostale »najbogatejše, najmočnejše in najbolj naseljeno italijansko mesto« in nadzirale pomembna ozemlja na celini, znana kot teraferma, ki so vključevala več majhnih mest, ki so prispevala umetnike k beneški šoli, zlasti Padova, Brescia in Verona. Območja Republike so vključevala tudi Istro, Dalmacijo in otoke, ki so zdaj ob hrvaški obali. V resnici so bili »glavni beneški slikarji v 16. stoletju redko domačini mesta«, nekateri pa so večinoma delali na drugih ozemljih republike ali drugje.
Preostala Italija je po navadi prezrla ali podcenjevala beneško slikarstvo. Vasarijevo zanemarjanje šole v prvi izdaji njegovih Življenja najodličnejših slikarjev, kiparjev in arhitektov leta 1550 je bilo tako vidno, da je v svoji drugi izdaji leta 1568 ugotovil, da mora obiskati Benetke za dodatni material. Nasprotno pa so bile pri tujcih, za katere so bile Benetke pogosto prvo večje italijansko mesto, vedno zelo cenjene in po Benetkah so najboljše zbirke zdaj v velikih evropskih muzejih in ne v drugih italijanskih mestih. Pri knezih v tujini so bili beneški umetniki po navadi najbolj iskani za naročila, od Tiziana naprej in v 18. stoletju je večina najboljših slikarjev preživela pomembna obdobja v tujini, na splošno z velikim uspehom.

## Material in tehnike
Beneški slikarji so bili med prvimi Italijani, ki so uporabljali oljno slikarstvo in tudi slikali na platno in ne na lesene plošče. Kot pomorska sila je bilo v Benetkah vedno na voljo kakovostno platno, kjer je tudi začelo primanjkovati lesa. K temu je pripomogla velika velikost številnih beneških oltarjev (na primer Bellinijeva oltarna slika sv. Zaharije iz leta 1505, prvotno na plošči) in druge slike, saj so bile velike površine plošč drage in težke za izdelavo.
Benečani niso razvili 'domače šole' fresko slikarstva, in so se pogosto zanašali na Padovo in Verono, Benečani iz leta 1405, da bi dobili slikarje (zlasti Paolo Veronese). V  San Marcu so še naprej dodajali zlate mozaike še dolgo potem, ko je preostala Evropa medij opustila. Nekoliko perverzno so z veseljem dodali freske na zunanjo stran palač, kjer so propadle še hitreje kot drugod po Italiji in pustile le nekaj senčnih sledi, vendar so jih, razen Doževe palače, malo uporabljal v drugih notranjih okoljih. Hitro poslabšanje zunanjih fresk se pogosto pripisuje obmorskemu beneškemu podnebju, morda napačno. Verjetno delno iz tega razloga, vse do 18. stoletja (z redkimi izjemami) beneške cerkve niso nikoli dobile skladne sheme dekoracije, ampak imajo »bogastvo različnih predmetov v slikoviti zmedi«, pogosto z veliko stenskega prostora, ki ga zavzemajo grandiozne stenske grobnice.
V primerjavi s florentinskim slikarstvom so beneški slikarji večinoma uporabljali in pustili manj risb. Morda je beneški prispevek k tiskanju manjši, kot je mogoče pričakovati, čeprav so bile Benetke največje italijansko središče tiskarstva in založništva v celotni italijanski renesansi in precej pozneje. Tako kot Rafael je tudi Tizian eksperimentiral z odtisi, pri čemer je uporabljal strokovne sodelavce, vendar v manjši meri. Graver Agostino Veneziano se je pri svojih dvajsetih letih preselil v Rim, Giulio Campagnola in njegov posvojitelj Domenico Campagnola sta bila glavna umetnika iz 16. stoletja, ki sta se osredotočila na grafiko in ostala v Beneški republiki, očitno večinoma v Padovi. Razmere so bile drugačne v 18. stoletju, ko sta bila Canaletto in oba Tiepola pomembna bakrorezca, Giovanni Battista Piranesi, čeprav znan po svojih pogledih na Rim, pa se je še desetletja po selitvi v Rim opisal kot Benečan.

## Zgodnji razvoj, do 1500

### 14. stoletje
Paolo Veneziano, verjetno aktiven med približno 1320 in 1360, je prva večja osebnost, ki jo lahko imenujemo, in 'ustanovitelj beneške šole'. Zdi se, da je v sestavljen pozlačen leseni okvir, ki je dve stoletji prevladoval v cerkvah, vstavil 'sestavljen oltarni del' številnih majhnih prizorov. Ti so se slikali v obliki ogromnega z zlatom obdelanega in zelo znanega Pala d'Oro za glavnim oltarjem v San Marcu, za katerega so bile emajlirane plošče narejene v, in kasneje zaplenjene iz Konstantinopla, poznejši doži. V resnici je bilo eno od naročil Venezianu naslikati vsakodnevne plošče, da se prilegajo Pali, ki so bile razkrite le za praznične dni. Njegov slog ne kaže vpliva na Giotta, ki je bil dejaven že kot prejšnja generacija.
Najzgodnejšo obliko italijanskega renesančnega slikarstva so prvič opazili v Benetkah, ko je Guariento di Arpo iz Padove leta 1365 slikal freske v Doževi palači.

### 15. stoletje
Tradicionalni italijansko-bizantinski slog se je obdržal do leta 1400, ko se je prevladujoči slog začel preusmeriti v mednarodno gotiko, nadaljeval pa v dokaj očarljivem delu Michela Giambona (približno 1400 - ok. 1462), ki je oblikoval tudi mozaike za San Marc. Gentile da Fabriano in Pisanello sta bila večino let 1405–1409 v Benetkah in sta slikala freske (zdaj izgubljene) v Doževi palači in drugod.
Do sredine stoletja, ko je bil florentinski quattrocento popolnoma zrel, so Benetke še vedno precej zaostajale. Morda najbolj vidno delo v Benetkah v toskanskem slogu je bil mozaik Smrt Device v Capella Mascoli v San Marcu, ki ga je zasnoval Gambono, čeprav so druga dela v mestu vsebovala freske Andrea Castagna. Družini Vivarini in Bellini sta bili dve večji rodbini slikarjev 15. stoletja v mestu, Vivarini pa je bil, čeprav na koncu bolj konservativen, sprva prvi, ki je osvojil sloge z juga.
Carlo Crivelli (približno 1430–1495) se je rodil v mestu, a je zrelo kariero preživel zunaj republiških ozemelj. Njegov slog - zelo individualen, precej linearen in nekoliko nevrotičen - ni vplival na poznejše beneško slikarstvo.
Od poznega 15. stoletja se je beneško slikarstvo razvilo v povezavi z Andreo Mantegno (1431–1506) (iz bližnje Padove) in z obiskom Antonella da Messine (približno 1430–1479), ki je uvedel tehniko oljnega slikanja zgodnje nizozemskega slikarstva, verjetno pridobljeno s šolanjem v Neaplju. [22] Drugi zunanji dejavnik je bil obisk Leonarda da Vincija, ki je na Giorgioneja še posebej vplival.
Giovanni Bellini je bil v svoji dolgi karieri zaslužen za ustvarjanje beneškega sloga. Po zgodnjih delih, kot je njegova Madona z drevesoma (približno 1487), ki večinoma odražajo linearni pristop Mantegne, je pozneje razvil mehkejši slog, kjer žareče barve uporablja za prikaz oblike in nakazujejo atmosfersko meglico. Ta pristop je uporabljen v njegovem oltarju San Zaccaria (1505); visoko razgledišče, neokrnjene in medsebojno povezane figure, razporejene v vesolju in subtilne kretnje se združijo in tvorijo umirjeno, vendar veličastno podobo. S takšnimi deli je bil opisan kot doseganje visokih renesančnih idealov, vsekakor pa izraža ključne značilnosti beneške šole.
Vittore Carpaccio (približno 1465–1525 / 1526) je bil Bellinijev učenec z izrazitim slogom. Bil je precej konservativen in je ignoriral visokorenesančni slog, ki se je razvijal v poznejšem delu kariere, in v mnogih delih ohranil poznogotsko poezijo. Z Gentile Bellinijem nam mnoga Carpacciova velika dela dajejo znane prizore sodobnega življenja v mestu; v tem obdobju so bili takšni pogledi nenavadni. Bil je eden prvih slikarjev, ki je večinoma uporabljal platno in ne plošče. V dveh desetletjih po letu 1500 je bilo več slikarjev, ki so v bistvu nadaljevali slog quattrocento; Cima da Conegliano (približno 1459 – ok. 1517) je najpomembnejši.

## 16. stoletje

### Giorgione in Tizian
Giorgione in Tizian sta bila vajenca v Bellinijevi delavnici. Sodelovala sta na številnih slikah, njuna sloga pa sta si tako podobni, da je težko dokončno dodeliti avtorstvo. Posebnost Giorgioneja so bili idilični arkadni prizori, primer so bili njegovi Trije filozofi, ta element je prevzel njegov mojster Bellini in ga uporabil v svojih številnih Madonnah  in Tizian, ki je povečal pokrajino v delu, kot je Pastoralni koncert (1508) in Sveta in posvetna ljubezen (1515). Ta poudarek na naravi kot okolju je bil velik prispevek beneške šole.
Tizian je bil skozi svoje dolgo in produktivno življenje z najrazličnejšimi temami in predmeti najbolj vpliven in največji od vseh beneških slikarjev. Njegova zgodnja Pesarova Madona (1519–1528) prikazuje krepko novo kompozicijo za tako tradicionalno versko temo, ki osrednjo točko Madone postavi stran od središča in na strmo diagonalo. Barve je uporabljal za poživitev slike, pa tudi za poenotenje kompozicije, na primer zaradi velike rdeče zastave na levi strani, ki uravnoteži rdečo v Madonni in tako spretna in razkošna uporaba barv je postala zaščitni znak beneškega sloga.
Čeprav je bila vnaprej zasnovana po Speči Veneri (dokončal jo je Tizian po Giorgionejevi smrti leta 1510), je Tizian zaslužen za to, da je žensko goloto uveljavil kot pomembno podvrsto umetnosti. Dela, kot je Urbinska Venera (1538), z mitološkimi predmeti, bogato tkanino in drugimi teksturami ter uporabljeno kompozicijo, ki je skrbno nadzorovana z organiziranjem barv. Kot primer, na tej sliki se diagonala gole ženske ujema z nasprotno diagonalo med rdečimi blazinami spredaj z rdečimi krili ženske v ozadju.
Z drugimi beneškimi slikarji, kot je Palma Vecchio, je Tizian vzpostavil žanr pol dolgih portretov namišljenih lepih žensk, ki so jim pogosto pripisali precej nejasne mitološke ali alegorične naslove, z atributi, ki se ujemajo. Umetniki očitno niso storili ničesar, da bi odvrnili prepričanje, da so se zgledovali po najbolj slavni beneški kurtizani, in v nekaterih primerih pa je bilo morda tako.
Tizian je še naprej risal religiozne teme z vedno večjo intenzivnostjo in mitološke teme, ki so ustvarile številna njegova najslavnejša poznejša dela, predvsem serijo poesie za Filipa II. Španskega.
S takimi slikami, ki so jih zlahka prenašali, saj so bile olje na platnu, je Tizian zaslovel in si pomagal uveljaviti sloves beneške umetnosti. Posedovanje takšnih slik je simboliziralo razkošno bogastvo , za spretnost portretiranja pa so ga iskali mogočni, bogati posamezniki, na primer kot v svojem dolgem razmerju, ko je delal pri španskem kralju in cesarju Karlu V. in Filipu II.

### Po Giorgioneju
Dolgo prevlado Tiziana na beneškem slikarskem prizorišču bi lahko predstavljalo težavo tudi drugim ambicioznim beneškim slikarjem. Palma Vecchio (približno 1480–1528) je bil nekoliko starejši od Tiziana in je bil očitno zadovoljen, da je sledil dvema velikima inovatorjema; marsikatera slika, ki je bila dolgo pripisana Tizianu, je morda prav njegova. Njegov pranečak, Palma il Giovane (1548 / 50–1628), Tizianov učenec, je mnogo pozneje odigral podobno vlogo z uporabo slogov Tintoretta in Veroneseja.
Lorenzo Lotto (c. 1480–1556 / 57) se je rodil v mestu, vendar je večino zrele kariere preživel v terafermi, zlasti Bergamu. Slikal je verske teme in portrete v izrazito individualnem in včasih ekscentričnem slogu, ki kljub svoji bogati barvitosti vznemirja, in je v nasprotju z beneško osrednjo strujo.
Sebastiano del Piombo (približno 1485–1547) je leta 1511 sprejel dobro naročilo v Rimu in nikoli več ni deloval v Benetkah. Toda v Rimu je kmalu ugotovil, da je Michelangelo enako prevladujoč in začel z njim dolge in zapletene odnose; na koncu je izpadel. Njegov slog je združil beneško barvitost in rimsko klasično veličino ter naredil nekaj za širjenje beneškega sloga v novo središče italijanskega slikarstva.
Paolo Veronese (1528–1588), iz Verone v beneški terafermi, je prišel v Benetke leta 1553, kjer se je ustalil, po naročilu za slikanje ogromne freske za Doževo palačo in ostal do konca svoje kariere.
Čeprav je Tintoretto včasih uvrščen med manieristične umetnike, [39] vključuje tudi beneško in individualistično plat. Manieristične značilnosti v njegovem Čudežu sužnjev (1548) so natrpan prizor, zasukanje figur (kot v osrednjih figurah, od predpisanega sužnja na tleh do čudežne figure svetega Marka na nebu, skozi turban, sivo rožnata figura) in dramo v gestah in pozah. Toda obarvanost ohranja topla rdeča, zlata in zelena beneške šole, figure pa so razporejene v resničnem tridimenzionalnem prostoru, v nasprotju z bolj stisnjenimi kompozicijami številnih manierističnih del in s svojim intenzivno gledališkim, odrskim prikazom je njegova slika predhodnica baroka.
Jacopo Bassano (približno 1510–1592), ki so mu v njegovi delavnici sledili štirje sinovi, je razvil eklektični slog, ki ni vplival samo na Tiziana, temveč na vrsto drugih slikarjev, ki jih je nato desetletja uporabljal iz svojega majhnega rodnega mesta Bassano del Grappa, kakšnih 65 km od Benetk. Njegovi sinovi so v njem delali še dolgo po njegovi smrti; baročno slikarstvo se je na beneškem trgu zelo pocenilo.
To je nekaj najbolj izstopajočih v velikem številu umetnikov v beneški tradiciji, mnogi izvirajo izven ozemlja Republike
- Bravo, primer slike, ki jo pogosto pripisujejo Tizianu ali Giorgioneju, pa tudi Palmi Vecchio[16]
- La Bella, Palma Vecchio, 1518-20
- Sebastiano del Piombo, Obiskovanje, 1518–19
- Lorenzo Lotto, Portret Andrea Odonija, 1527
- Paolo Veronese, Spreobrnjenje Marije Magdalene, c. 1548
- Andrea Schiavone, Midasova sodba, c. 1548–50
- Jacopo Bassano, Pot na Kalvarijo, c. 1540

## 17. stoletje
17. stoletje je bilo v beneškem slikarstvu na zelo nizki točki, zlasti v prvih desetletjih, ko so Palma Giovane, Domenico Tintoretto (sin), Bassanijevi sinovi, Padovanino in drugi še naprej izhajala iz umetniških del dvajsetega stoletja. Najpomembnejši umetniki v mestu so bili vsi priseljenci: Domenico Fetti (približno 1589–1623) iz Rima, Bernardo Strozzi (ok. 1581–1644) iz Genove in severnonemški Johann Liss (približno 1590? - ok. 1630). Vsi so se zavedali baročne slike Rima ali Genove in so na različne načine razvili sloge, ki odražajo in združujejo to in tradicionalno beneško ravnanje z barvo in barvo.
Nove smeri sta se lotila dva slikarja, Francesco Maffei iz Vicenze (približno 1600–60) in Sebastiano Mazzoni iz Firenc (1611–78), ki sta večinoma delovala v Benetkah ali v okolici v neortodoksnih in svobodnih baročnih slogih, oba pa sta bila zaznamovana z beneško lastnostjo bravurnih čopičev.
Obiski Benetk vodilnega neapeljskega slikarja Luca Giordana v letih 1653 in 1685 so pustili delo v najnovejšem baročnem slogu in močno vplivali na mlajše umetnike, kot so Giovan Battista Langetti, Pietro Liberi, Antonio Molinari in Nemec Johann Carl Loth.
- Domenico Fetti, David z Goliatovo glavo, c. 1620 (različica v Royal Collection)
- Francesco Maffei, Rinaldovo osvajanje začaranega gozda , 1650–55
- Sebastiano Mazzoni, Oznanjenje, ok. 1650

## 18. stoletje
Konec 17. stoletja so se stvari začele dramatično spreminjati in že večino 18. stoletja so po beneških slikarjih po vsej Evropi izjemno povpraševali, tudi ko je mesto samo nazadovalo in je bil precej zmanjšan trg, zlasti za velika dela; »Beneška umetnost je do sredine 18. stoletja postala blago predvsem za izvoz«. Prvi pomembnejši umetnik v novem slogu je bil Sebastiano Ricci (1659–1734), iz Belluna, ki se je šolal v Benetkah pred odhodom v svet. Vrnil se je za desetletje leta 1698, nato pa spet ob koncu življenja, po obdobju v Angliji, Franciji in drugod. Zlasti risal na Veroneseju, je razvil lahek, zračen, baročni slog, ki je napovedoval slikanje večine preostalega stoletja in je močno vplival na mlade beneške slikarje.
Ricci je vplival na Giovanni Antonio Pellegrinija, sodeloval pa je z njegovim nečakom Marcom Riccijem, pa tudi poznejšim rimskim barokom. Njegova kariera je večinoma potekala zunaj mesta, delal je v več državah severno od Alp, kjer je bilo za okraševanje hiš v novem beneškem slogu veliko povpraševanje. Pravzaprav je bilo počasneje sprejet v samih Benetkah. Jacopo Amigoni (ok. 1685–1752) je bil še en potujoči beneški dekorater palač, ki je bil priljubljen tudi za proto-rokokojske portrete. Končal je kot dvorni slikar v Madridu. Rosalba Carriera (1675–1757), najpomembnejša beneška umetnica, je bila portretistka, večinoma v pastelu, kjer je bila pomemben tehnični inovator, ki je pripravila pot tej pomembni obliki 18. stoletja. Dosegla je velik mednarodni uspeh, zlasti v Londonu, Parizu in na Dunaju.
Giovanni Battista Tiepolo (1696–1770) je zadnji veliki beneški slikar, ki je bil priljubljen po vsej Evropi in je naslikal dve največji freski v rezidenci Würzburg na severnem Bavarskem (1750–53) in v kraljevi palači v Madridu , kjer je umrl leta 1770.
Končen razcvet je vključeval tudi raznolike talente Giambattista Pittonija, Canaletta, Giovana Battista Piazzetta in Francesca Guardija, pa tudi Giovannija Domenica Tiepolo, najuglednejšega izmed številnih družin, ki se je šolal in pomagal Giovanniju Battisti Tiepolu.
Canaletto, njegov učenec in nečak Bernardo Bellotto, Michele Marieschi in Guardi so se specializirali za krajinsko slikarstvo in slikali dve različni vrsti: najprej vedute ali podrobne in večinoma natančne panoramske poglede, navadno samo mesta, ki so jih kupili bogati severnjaki, ki so delali Grand Tour. Manj Canalettov je ostalo v Benetkah. Druga vrsta je bil capriccio, domišljijski zamišljeni prizor, pogosto klasičnih ruševin, s štafažo figur. Marco Ricci je bil prvi beneški slikar capriccia, obliko pa je dokončno razvil Guardi, ki je ustvaril veliko prosto poslikanih prizorov, postavljenih v laguni, z vodo, čolni in deželo v »slikah velike tonalne nežnosti, katere poetično razpoloženje je zaznamovano z nostalgijo«.
Pietro Longhi (c. 1702–1785) je bil najpomembnejši žanrski slikar beneške slikarstva, ki se je že zgodaj v svoji karieri specializiral za majhne prizore sodobnega beneškega življenja, večinoma z elementom nežne satire. Bil je med prvimi italijanskimi slikarji, ki je ta slog izstrelil, bil pa je tudi zgodnji slikar portretov pogovorov. Za razliko od večine beneških umetnikov je preživelo veliko živahnih skic, ki jih je ustvaril.
Smrt Guardija leta 1793, ki mu je kmalu sledilo izumrtje Republike s strani francoskih revolucionarnih vojsk leta 1797, je dejansko končala svojstven beneški slog; v tem pogledu je vsaj presegla svojo rivalsko Firenco.
- Giovanni Antonio Pellegrini, Aleksander z Darejevim truplom, 1708
- Giovanni Battista Pittoni, Žrtvovanje Poliksena, 1733–34
- Rosalba Carriera, pastelni portret Antoina Watteauja, 1721
- Nosorog Klara, Pietro Longhi, 1751

## 19. stoletje
Po osemnajstem stoletju in obdobju Canaletta, Guardija in Tiepola je beneško gibanje v sebi našlo elemente za svojevrsten razvoj vedutizma.
Posebej velja omeniti delo Pompea Marina Molmentija in nove generacije slikarjev, ki jih je pomagal vzgajati. Med njimi sta Domenico Bresolin in njegova Casa Diroccata simbol konca beneške imperialne dobe in izbire skromnih, skoraj propadlih motivov.
Guglielmo Ciardi, eden od protagonistov beneškega slikarstva konec 19. stoletja, je štafeto predal svojima otrokoma Emmi Ciardi in Beppeju Ciardiju, ki sta njuni tehniki prenesla v 20. stoletje. Oče je otroke učil, kako se je treba potopiti v pokrajino na prostem, da bi jo lahko uživali v vseh njenih odtenkih. Vsi trije so ustvarili številne slike, ki prikazujejo tudi beneško zaledje. Emma Ciardi je nato dosegla velik uspeh v Združenem kraljestvu.
Drugi umetniki Benečije 19. stoletja so Nono, Querena, Nani, Milesi, Selvatico, Favretto, ki razkrivajo posebno vizijo, ki temelji na svetlobi in barvi v svojih delih, s primeri realizma, ki se zdijo spremljajoči začetek beneške diaspore in naraščajočo revščino v razmerah po združitvi, kar bo v nekaj desetletjih privedlo do izselitve skoraj vsakega drugega Benečana.
Figurativno gibanje v delih beneških slikarjev poznega 19. stoletja se v tem smislu zdi izjemno vzporedno z razvojem Macchiaiolijev in impresionistov v Toskani in Franciji, zlasti zaradi tem, ki temeljijo na realizmu, barvi in svetlobi. Optični kabinet Luigija Querene je znan, kjer absolutni realizem doseže prepričljiva uporaba barv. Drug znan beneški umetnik, ki je v svojih delih veliko uporabljal tehniko kolorizma, da bi ustvaril naravne atmosferske in luministične variacije, je bil Millo Bortoluzzi.

## Zapuščina
Beneška šola je imela velik vpliv na kasnejše slikarstvo, zgodovino poznejše zahodne umetnosti pa so opisali kot dialog med bolj intelektualnim in kiparskim / linearnim pristopom florentinske in rimske tradicije ter bolj čutno, poetično in užitkarsko pisano beneško šolo. Zlasti s prisotnostjo Tizianovcev v Španiji (pazil je, da se tam ne bi osebno odpravil) je beneški slog vplival na poznejšo špansko umetnost, zlasti v portretih, vključno z Velázquezom, prek Rubensa pa se je širše prenašal po preostali Evropi.
Benetke kot predmet gostujočih umetnikov so bile izjemno priljubljene, še posebej kmalu po tem, ko so beneški umetniki prenehali biti pomembni. Med najbolj znanimi, ki pogosto prikazujejo mesto, so J. M. W. Turner, James McNeill Whistler in Claude Monet.